# Upyna (přítok Šešuvisu)
Upyna (jinak také Žvirgždė) je řeka v Litvě, v Žemaitsku, pravý přítok řeky Šešuvis. Protéká okresy Raseiniai a Jurbarkas. Pramení 1 km na východ od obce Užkalniai, 3,5 km na východ od Kryžkalnisu. Zpočátku se klikatí směrem na jih, dolní tok se pozvolna stáčí až do směru skoro západního. Část horního toku tvoří hranici mezi Kaunaským a Tauragėským krajem, 5 km na východ od Kryžkalnisu přes řeku vede stará "Žemaitská magistrála" č. 196 Kryžkalnis – Kaunas, vzápětí dálnice A1 Klaipėda – Vilnius. Vlévá se do Šešuvisu 3 km na západ od vsi Varlaukis (10 km na jihojihovýchod od města Skaudvilė), 55,2 km od jeho ústí do řeky Jūra jako jeho pravý přítok. 16 km úsek dolního toku je součástí ichtyologické rezervace Jūry.

## Přítoky
- Levé:

| Hydrologické pořadí | Řeka       | Délka (km) | Povodí (km²) | Vzdálenost od ústí (km) | Ústí kde | Koordináty ústí |
| ------------------- | ---------- | ---------- | ------------ | ----------------------- | -------- | --------------- |
| 16010778            | Dangė      | 1,8        | 1,4          | 23,2                    |          |                 |
| 16010779            | Palėja     | 6,2        | 12,8         | 14,8                    |          |                 |
| 16010783            | Pratvalkas | 4,7        | 8,4          | 9,7                     |          |                 |